# Harrisia regelii
Harrisia regelii är en kaktusväxtart som först beskrevs av Weing., och fick sitt nu gällande namn av John Borg. Harrisia regelii ingår i släktet Harrisia och familjen kaktusväxter. Inga underarter finns listade i Catalogue of Life.